# Expo 2030
Die Weltausstellung Expo 2030 soll vom 1. Oktober 2030 bis zum 31. März 2031 im saudi-arabischen Riad stattfinden. Für die Austragung bewarben sich außerdem Busan, Rom, Odessa und Moskau. Die Ausstellung wird vom Bureau International des Expositions (BIE) als internationale Ausstellung anerkannt. Nach Dubai, wo die Expo 2020 stattfand, ist Riad die zweite arabische Stadt, die eine Weltausstellung ausrichtet.

## Vergabe

### Kandidaturen
Russland reichte seine Kandidatur mit Moskau am 29. April 2021 beim BIE ein, wodurch Kandidaturen anderer Städte bis zum 29. Oktober 2021 (innerhalb der kommenden sechs Monate) zu erfolgen hatten. Weitere Vorschläge erfolgten von Südkorea mit Busan am 23. Juni, Italien mit Rom am 28. September, der Ukraine mit Odessa am 15. Oktober sowie Saudi-Arabien mit Riad am 29. Oktober. Diese fünf Bewerbungen wurden am 29. Oktober 2023 durch das BIE bestätigt. Die russische Kandidatur wurde am 23. Mai 2022 vor dem Hintergrund des Russischen Überfalls auf die Ukraine seit 2022 zurückgezogen, die Bewerbung Odessas trat nicht zur Abstimmung an.

### Kandidaten
- Südkorea – Busan („Transforming Our World, Navigating Toward a Better Future“)
- Saudi-Arabien – Riad („The Era of Change: Together for a Foresighted Tomorrow“)
- Italien – Rom („People and Territories: Regeneration, Inclusion and Innovation“)

Zurückgezogene Bewerbungen
- Russland – Moskau („Human Progress: A Shared Vision for a World of Harmony“)
- Ukraine – Odessa („Renaissance. Technology. Future“)

Die Bekanntgabe des Ausstellungsortes durch die 182 Mitgliedsstaaten des BIE erfolgte auf der 173. Generalversammlung des Gremiums am 28. November 2023. Riad erhielt bereits im ersten Wahlgang mit 119 Stimmen die für diesen erforderliche Zweidrittelmehrheit, Busan 29 sowie Rom 17 Stimmen der 165 anwesenden Delegierten.
| Bewerber | 1. Wahlgang |
| -------- | ----------- |
| Riad     | 119         |
| Busan    | 29          |
| Rom      | 17          |
| Gesamt   | 165         |